# 女々男子
女々男子（めめだんし）は、男の娘をテーマにした日本の写真集である。
秋葉原にある女装メイド喫茶の男の娘カフェ＆バー NEWTYPEにて、超絶かわいいメイドとして接客している男の娘たち7人の店内活動や日常的に秋葉原の街中を歩く姿などを写し出した内容となっている。
また女性グラビアアイドルの写真集と同様に一般的な体裁になっており、女性的でコケットリーな魅力を強調したセクシーショットもいくつか含まれる。
本写真集は、男の娘カフェ＆バー NEWTYPEと、秋葉原から日本のマンガやアニメ等の文化を世界発信しているコミックとらのあなが協力して企画が実現した。